# Richard Dornbush

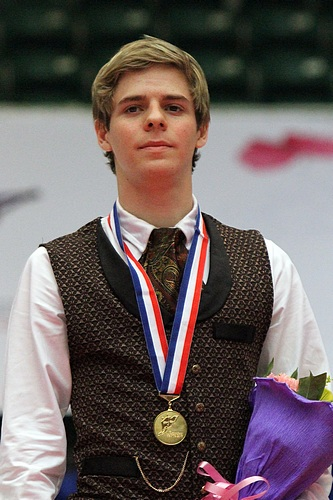
Richard Dornbush, 2010

Richard Dornbush (* 27. August 1991 in Corona, Kalifornien) ist ein US-amerikanischer Eiskunstläufer, der im Einzellauf startet.
Dornbush begann im Alter von sechs Jahren mit dem Eislaufen. Er kam durch seine drei älteren Schwestern dazu. Er wird von Tammy Gambill trainiert.
In der Saison 2010/11 gewann er nach einem Sieg beim Pokal der Blauen Schwerter in Dresden auch das Grand-Prix-Finale der Junioren in Peking. Bei den US-Meisterschaften der Senioren im Januar 2011 in Greensboro, North Carolina, gewann er überraschend die Silbermedaille hinter Ryan Bradley. Im Kurzprogramm hatte er noch auf dem siebten Platz gelegen, gewann aber die Kür und verbesserte sich dadurch noch um fünf Plätze. Dabei ließ er etablierte Läufer wie Jeremy Abbott und Adam Rippon hinter sich und sicherte sich seine erste Teilnahme an Weltmeisterschaften. In Moskau belegte er bei seinem Debüt den neunten Platz und war damit bester US-Amerikaner.

## Ergebnisse
| Wettbewerb / Jahr                | 2010  | 2011  | 2012  | 2013  | 2014  | 2015  | 2016  |
| -------------------------------- | ----- | ----- | ----- | ----- | ----- | ----- | ----- |
| Weltmeisterschaften              |       | 9.    |       |       |       |       |       |
| Vier-Kontinente-Meisterschaften  |       |       | 13.   | 5.    | 5.    |       |       |
| US-amerikanische Meisterschaften | 11.   | 2.    | 13.   | 6.    | 5.    | 10.   |       |
| Grand-Prix-Wettbewerb / Saison   | 09/10 | 10/11 | 11/12 | 12/13 | 13/14 | 14/15 | 15/16 |
| Skate America                    |       |       | 4.    |       |       |       |       |
| Cup of Russia                    |       |       |       | 6.    | 5.    |       |       |
| Trophée Eric Bompard             |       |       |       |       |       | 7.    |       |
| NHK Trophy                       |       |       |       | 5.    |       |       |       |
| Cup of China                     |       |       | 6.    |       | 5.    | 3.    | 7.    |